# Sappa
Sappa o Sappuwa fou una ciutat hitita al nord o nord-oest d'Hattusa.
Va ser inclosa entre les ciutats cedides a Hattusilis per son germà Muwatallis II, amb les quals es va formar el regne vassall d'Hakpis.